# Literatura sarda
La literatura sarda indica la producción literaria de los autores de Cerdeña, escrito en varios idiomas y más precisamente: sardo, latín, catalán, castellano e italiano.

## Orígenes
Los primeros documentos en lengua sarda datan del siglo X. Se trata de los condaghes, de carácter municipal. Pero la producción literaria más importante es la poesía popular. Entre el pueblo sardo la figura del poeta era muy importante; era un profesional al que se llamaba y pagaba, incluso hacía Dispùtas con otros poetas componiendo líricas monostrofa, de base métrica tetrástica y género amoroso: muttu, mutettu y battorina, con muchos dísticos (sa istérria era el primer dístico, un juego de palabras irracional, y sa torrada el segundo dístico, un concepto poético sentimental). Otras composiciones populares eran las anninnias (nanas), attìtidus (cantos funerarios), famosos son los dedicados a los bandidos como Derosas, Torracorte, Onardo o Corbeddu; los gòggius-gosos, de origen catalán y castellana, de carácter coral y religioso, y las laudatorias agrestes. Otras eran su sonettu, de origen castellano, y los cantos con cuncordu (corazón). Todos ellos utilizaban como base el dialecto logudorés.

## Inicios
La literatura culta se ha hecho en los más varios idiomas. Antoni Canu el siglo XV compuso el primero poema en sardo, Sa vitta et sa morte et passione de Sanctu Gavinu, Brothu et Januariu. La vía abierta para componer en sardo fue continuada por Gerolamo Araolla, autor de Sa vida, su martirio, et morte dessos gloriosos martires Gavinu, Brothu et Gianuari (1582), de las Rimas diversas spirituales (1597; en sardo, castellano, italiano); y por Salvatore Vidal (1581-1641), autor de un poema en sardo, Urania Sulcitana, De sa Vida, Martyriu et Morte De su Benaventuradu S. Antiocu, Patronu de sa Isola de Sardigna (1638) y de unos Annales Sardiniae (1639), obra polémica donde afirma que Cerdeña pertenecía al duque de Toscana y no pasó a la casa de Aragón.
Sin embargo, las principales obras del periodo se escribieron en castellano y latín, a excepción de algunas obras en catalán. De esta época datan el padre de la historiografía sarda, Giovanni Francesco Fara (1542-1591), con el libro de historia De rebus Sardois (1580) y la obra inacabada De Coreographia Sardiniae, publicada en 1835; el humanista, abogado fiscal y teólogo Segimon Arquer (1523-1571), autor en latín de Sardiniae brevis historiae et descriptio (1550) donde se hace eco del bilingüísmo catalán sardo y ataca a la Inquisición, razón por la que fue quemado en la hoguera; Nicolau Canelas y Delseny (1515-1585), obispo de Bosa entre 1578 y 1585, implantó a Cagliari en 1566 la primera imprenta sarda con Vicenzo Sembenino, pero casi todas las obras impresas lo estaban en castellano o latín, a excepción de los Capítols de la Cort de l’estament militar de Sardenya (1572) que lo estaban en catalán.
Por otro lado, el escritor sardo más importante de la época fue Antonio Lofraso, originario de Alguer, que escribió en castellano Los mil y doscientos consejos y avisos discretos (1571), consejos sobre las diversas profesiones, y Los diez libros de Fortuna de Amor (1573), novela pastoril y descriptiva. La primera obra sarda escrita en italiano fue Rime diverse (1595) del calgliarés Pietro Delitala. Todavía en el siglo XVII Josep Delitala y Castelví (1627-1701) compuso en castellano una Loa (1666) y la Cima del Monte Parnaso Español con las tres musas castellanas Calíope, Urania y Euterpe (1672). Francisco de Vico (siglos XVI-XVII) escribió en castellano la Historia general de la Isla y Reyno de Sardeña, publicado en Barcelona en 1639 en dos tomos. El poeta Josè Zatrilla y Vico Dedoni y Manca (Cagliari 1648 - Francia 1720), poeta, que escribió en castellano Poema heroico (editado en Barcelona, 1696) dedicado a Juana Inés de la Cruz y la novela Engaños y desengaños del amor profano (editado en Nápoles, 1687-88), duos tomos. 
En el siglo XVIII destacó el poeta Giovanni Delogu Ibba (1664-1738), que escribió Index libri vitae cui titulus est Iuesus Nazarenus Rex Iudeorum (1736) que contiene algunos gosos en sardo y en castellano. Hasta 1780 no se formaría el primer grupo literario sardo, donde destacaron los autores Pietro Pisurzi (1707-1796); Gavino Pes Don Baignu (1724-1795), con los poemas Lu Tempu, Lu Pintimentu, La Vecchiaja; Efisio Luigi Pintore (1765-1814); Giovanni Pietro Cubeddu (1749-1829) y Matteo Madao (1723-1800) jesuïta que en 1782 escribió Il ripulimento della lingua sarda, un ensayo de gramática, y L'armonia dei sardi (1787); Raimondu Congiu escribió Il trionfo della Sardegna (1793). La obra más destacada de la época fue el poema de carácter reivindicativo de Francescu Ignaziu Mannu Su patriotu sardu contra o sos feudatarios (1796), que poco después se convirtió en el himno nacional de los istamentisti.

## ElsigloXIX
Durante el siglo XIX se produjeron los primeros intentos de normalizar la lengua y de análisis de la situación del país. Ya en 1803 Giovanni Andrea Masala hace una Dissertazione sul progresso delle scienze e della letteratura in Sardigna dal ristablimento delle due Università, donde afirma que se ha padecido durante siglos la dominación política extranjera y que ha obligada a seguirlos servilmente. Así, en 1840 el filólogo sardo Giovanni Spanu (Ploaghe, 1803 - Cagliari, 1878) escribió la Ortografía sarda nazionale o grammatica del dialetto logudorese, primer intento de buscar una ortografía unificada de la lengua sarda. La obra divide la lengua en cuatro dialectos y propone la unificación basada en el dialecto de Logudor. La tarea la completaría en 1855 con el Vocabolario del dialetto logudorese y en 1857 fue llamado rector de la Universidad de Cagliari, desde donde intentó promover el uso del sardo unificado. Otro autor preocupado por la lengua sarda fue Visentu Porru (1773-1836), autor de Nou dizionariu sardu italianu, de 1832-1834, y un Saggio di grammatica sul dialetto sardo meridionale.
Los autores más destacados en sardo durante el siglo XIX fueron Paolo Mossa de Bonorva; Melchiorre Murenu (Macomer, 1803-1854) con A una giovane libertina, Sa muzere brincagiola, Sa povertade, S'istadu de Sardigna y Sas isporchizias de Bosa; Peppino Mereu (1872-1901) con Galusè, A Nanni Sulis (Nanneddu meu); Pompeo Calvia; Antioco Casula, Montanaru, (1878-1957), autor de Càntigos di Ennargentu (1922), Boghes de Barbagia (1904), Sos cantos de sa solitudine (1933) y Sa lantia (1950); y P. Nurra, autor de una Antologia dei poeti sardi (1898). Dentro de los novelistas de literatura sarda de ese siglo se encontraba el escritor Giuseppe Botero, originario de la región italiana de Piemonte y autor, entre otras, de la obra Ricciarda o i Nurra e i Cabras (1854) (Riccarda o los Nurra y los Cabras), la cual hace referencia a la frecuente temática del amor entre jóvenes pertenecientes a familias que se odian, la cual gusta mucho por parte de los novelistas sardos.

## ElsigloXX
Durante el siglo XX destacaron el poeta Pompeo Calvia (Sácer 1857-1921), autor de las poesías Sassari mannu (1919) y Pietro Casu, que tradujo La Divina Comedia al sardo en 1940. Durante los años 1950 al 1970 se produjo un pequeño renacimiento de la literatura sarda, con el diccionario de Casalis, revistas en sardo, cómo Sano Musa, de poesía, S'Ischiglia (El sonajero), Pibiri e Sale (Pimienta y sal), revista humorística de Cagliari, y la bilingüe La Grotta della Vipera (La guarida de la víbora), trimestral fundada en 1975 y que establece el premio literario Città di Ozieri, que permite la participación de poesías en catalán, occitano, sardo, friulano y corso; las obras de Max Leopold Wagner Lingua sarda: storia, spirito e forma y Dizionario etimologico sardo donde se considera el sardo como idioma, una de las Lenguas romances, a pesar de que otros lo consideran un simple dialecto; Luisinu Matta, autor de Sano coia de sano pitanu; Vincenzo Efisio Melis autor de Ziu paddori; Antonio Garau, autor de Is campanas de Santu Sadorru, Peppattiongu s’arricu y Sano professoressa Basciura; Salvatore Casu, Luca Cubeddu. Son de citar además los poetas extemporáneos en llengua logudores Gavino Contini (Siligo, 1865-1915), Antoni Cubeddu (Ozieri), Zuseppe Pirastru (Ozieri), Pittanu Morette (Tres Nuraghes), Barore Tuccone y Barore Testone (Bonorva) y los más recientes Barore Sassu (Banari), Remundu Piras (Villanova Monteleone) y Peppe 'e Sozzu (Bonorva).
Sin embargo la figura más destacada escribió en italiano, la nuoresa Grazia Deledda (1871-1936), Premio Nobel de Literatura en 1926 y autora de las novelas de ambientación sarda Anime oneste (1895), La giustizia (1899), Elias Portolu (1903), considerada su mejor obra, Cenere (1904), L’edera (1906) y Canne al vento. Otros autores en italiano han sido Sebastiano Satta; Giuseppe Dessì (Cagliari, 1909 – Milano, 1977) su mejor obra  País de Sombras (1972) y El Desertor; Salvatore Cambosu; Francesco Masala; Gavino Ledda (Siligo, 1939); el nuorés Salvatore Satta (Nuoro, 1902 - Roma, 1975) autor de la novela Il giorno del giudizio (El día del juicio); Bianca Pitzorno (Sácer, 1942) autora de novelas para niños, desde 2001 es promotora del proyecto «Un mar de sueños». Giulio Angioni (Guasila 1939) con Sergio Atzeni (Capoterra, 1952 – Carloforte, 1995) y Salvatore Mannuzzu son considerados los iniciadores de la narrativa de Cerdeña de hoy, Nueva ola literaria sarda, de ámbito europeo, que siguió el trabajo de distintas figuras prominentes como Grazia Deledda, Emilio Lussu, Giuseppe Dessì, Gavino Ledda, Salvatore Satta, con autores como Marcello Fois (Nuoro, 1960), Giorgio Todde y Flavio Soriga (Uta, 1975).
En la canción, destacaron los cantantes Miali Logudoresu y Mimmo Bua y en el cine, a pesar de no existir un verdadero cine sardo, se puede destacar la película Padre padrone (1977), dirigida por los hermanos toscanos Paolo (1929) y Vittorio Taviani (1931), ambientada en Cerdeña y en el libro del mismo nombre del filólogo y escritor sardo Gavino Ledda. El libro describe su propia infancia y juventud, ejemplo de la vida de los pastores sardos de los años cuarenta y cincuenta en toda su crudeza, así como el trato dado en el ejército italiano a los «provinciales».

### Enitaliano
- Alziator Francesco, Storia della letteratura di Sardegna, Cagliari, 1954
- Tola Salvatore, La letteratura in lingua sarda. Testi, autori, vicende, CUEC Cagliari 2006
- Porcu Giancarlo, Régula castigliana. Poesia sarda e metrica spagnola dal '500 al '700, Nuoro, 2008
- Giulio Angioni, Francesco Casula, Franco Fresi, Salvatore Tola (a cura di Franco Carlini), La poesia satirica in Sardegna, Cagliari, Edizioni della Torre, 2010.